# ベルリン地下鉄7号線
ベルリン地下鉄7号線（独: Linie U7）は、ベルリン地下鉄の路線である。

## 概要
31.8kmの路線を有し、駅数は40駅である。旧西ベルリンを東西方向に結ぶ路線であり、ベルリン地下鉄では最長の路線である。
運賃はユングフェルンハイデ駅 - ノイケルン駅間がZone A、その他の区間がZone Bである。平日は4 - 5分間隔、土休日は5 - 10分間隔での運行が基本である。

## 駅一覧
- ラートハウス・シュパンダウ駅（ドイツ語版）
- アルトシュタット・シュパンダウ駅（ドイツ語版）
- ツィタデレ駅（ドイツ語版）
- ハーゼルホルスト駅（ドイツ語版）
- パウルシュテルンシュトラーセ駅（ドイツ語版）
- ローアダム駅（ドイツ語版）
- ジーメンスダム駅（ドイツ語版）
- ハーレムヴェーク駅（ドイツ語版）
- ヤーコプ＝カイザー＝プラッツ駅（ドイツ語版）
- ユングフェルンハイデ駅（ドイツ語版）
- ミーレンドルフプラッツ駅（ドイツ語版）
- リヒャルト＝ヴァーグナー＝プラッツ駅（ドイツ語版）
- ビスマルクシュトラーセ駅（ドイツ語版）
- ヴィルマースドルファー・シュトラーセ駅（ドイツ語版）
- アデナウアープラッツ駅（ドイツ語版）
- コンスタンツァー・シュトラーセ駅（ドイツ語版）
- フェーアベリーナー・プラッツ駅（ドイツ語版）
- ブリッセシュトラーセ駅（ドイツ語版）
- ベルリーナー・シュトラーセ駅（ドイツ語版）
- バイエリッシャー・プラッツ駅（ドイツ語版）
- アイゼナッハー・シュトラーセ駅（ドイツ語版）
- クライストパルク駅（ドイツ語版）
- ベルリン・ヨルクシュトラーセ駅（ドイツ語版）
- メッケルンブリュッケ駅（ドイツ語版）
- メーリングダム駅（ドイツ語版）
- グナイゼナウシュトラーセ駅（ドイツ語版）
- ズュートシュテルン駅（ドイツ語版）
- ヘルマンプラッツ駅（ドイツ語版）
- ラートハウス・ノイケルン駅（ドイツ語版）
- カール＝マルクス＝シュトラーセ駅（ドイツ語版）
- ベルリン＝ノイケルン駅（ドイツ語版）
- グレンツアレー駅（ドイツ語版）
- ブラシュコアレー駅（ドイツ語版）
- パルヒマー・アレー駅（ドイツ語版）
- ブリッツ＝ズュート駅（ドイツ語版）
- ヨハニスターラー・ショセー駅（ドイツ語版）
- リップシッツアレー駅（ドイツ語版）
- ヴーツキーアレー駅（ドイツ語版）
- ツヴィッカウアー・ダム駅（ドイツ語版）
- ルードウ駅（ドイツ語版）